# Магни
Магни — в германо-скандинавской мифологии сын бога Тора и великанши Ярнсаксы, бог физической силы, которому в день Рагнарёка суждено овладеть молотом Тора.

## Рождение Магни
В стране великанов, на пиру в дружеском доме Тор повстречал великаншу Ярнсаксу, которая приглянулась Богу Грозы. Он отвез её в Асгард, где она родила сына Магни.
Жена Одина Фригг предсказала мальчику большое будущее, а три вещие норны предрекли, что он во всем превзойдет отца, а в будущем будет носить молот Мьёлльнир.

## Спасение отца
Уже когда Магни исполнилось три ночи от роду, он мог похвастаться недюжинной силой. После поединка Тора с Грунгниром, когда нога великана придавила бога, мальчик с легкостью помог ему освободиться. Потом он (в возрасте трех ночей) попросил провидицу по имени Гроа помочь избавить Тора от кусочка точила в голове, оставшегося от битвы с великаном.

## Введение в род
Так как Ярнсакса не была законной женой Тора, то мальчика необходимо было ввести в род, чтобы подтвердить его принадлежность к Асам. Пир происходил у Эгира, хозяина подводных чертогов. Локи пытался помешать этому, но был с позором изгнан с праздника. Магни был введён в род и с тех пор часто сопровождал Тора в его путешествиях.

## Магни в день Рагнарёка
Возвращаясь из нижнего мира (Хель) боги увидели древний курган, в котором спала старая вёльва, провидица. Она рассказала богам о дне Рагнарёка. В этой битве Магни суждено потерять отца и унаследовать его молот, продолжая битву. После победы он, вместе с остальными молодыми богами, создаст новый мир с новыми порядками, который будет напоминать времена молодости ушедших богов, лучшее время старого мира.

## В популярной культуре
- Является одним из боссов в компьютерной игре God of War (см. Список персонажей God of War § Магни и Моди).